# 상천리사지 삼층석탑
삼층석탑(三層石塔)은 부산광역시 서구, 동아대학교 석당박물관에 있는 석탑이다. 1972년 6월 26일 부산광역시의 유형문화재 제10호로 지정되었다. 

## 개요
경남 합천의 상천리 마을 옛 절터에 있던 것을, 1960년 부산의 동아대학교 현재의 자리로 옮겨 세웠다. 
기단의 아래받침돌은 옮겨 세울 때 새로 만든 것으로, 그 위에 1층 기단(基壇)과 3층의 탑신(塔身)을 올렸다. 기단과 탑신의 각 몸돌에는 모서리마다 기둥모양을 조각하였다. 두툼한 지붕돌은 밑면의 받침이 3단씩이며, 네 귀퉁이가 살짝 들려 있다. 
전체적으로 각 층의 비례가 안정되어 소박하고 간결한 느낌을 준다. 고려 후기∼조선 전기 사이에 세웠을 것으로 추정된다.

## 참고 자료
- 삼층석탑 - 국가유산청 국가유산포털